# DU4LI7Y: REDUX
DU4LI7Y: REDUX è il quarto album in studio del rapper filippino-statunitense Ez Mil, pubblicato l'11 agosto 2023 tramite le etichette Shady Records, Aftermath, FPP, Virgin e Interscope.

## Tracce
1. Podium – 3:26
2. Coin$ (feat. MBNel) – 3:02
3. The Long Run (feat. 4 The Brotherhood) – 2:11
4. Realest (feat. Eminem) – 3:37

Tracce Bonus:
1. 27 Bodies – 3:41
2. Dalawampu't Dalawang Oo (2200) – 4:41
3. Re-Up – 3:07
4. Up Down (Step & Walk) – 3:29
5. Into It All – 2:42
6. 1st & Last – 2:22
7. Easy-Going Millions – 2:29